# Dolina Sanki
Dolina Sanki este o arie protejată (sit de importanță comunitară — SCI) din Polonia întinsă pe o suprafață de 22,46 ha, integral pe uscat.

## Localizare
Centrul sitului Dolina Sanki este situat la coordonatele 50°04′08″N 19°42′15″E / 50.0689°N 19.7042°E.

## Înființare
Situl Dolina Sanki a fost declarat sit de importanță comunitară în octombrie 2009 pentru a proteja 1 specie de animale.

## Biodiversitate
Situată în ecoregiunea continentală, aria protejată conține 1 habitat natural: Pajiști cu Molinia pe soluri calcaroase, turboase sau argilos-nămoloase (Molinion caeruleae).
La baza desemnării sitului se află o specie protejată de  nevertebrate: Vertigo angustior.